# 矮株樹平蘚
矮株樹平蘚（学名：Homaliodendron pygmaeum）为平蘚科樹平蘚屬下的一个种。

## 扩展阅读
- 維基物種上的相關：矮株樹平蘚